# Rutger van Randwijck
Rutger Jules Cornelis graaf van Randwijck (Batavia, 25 juli 1937) is een gepensioneerde Nederlandse ambtenaar. Hij werkte het grootste deel van zijn werkzame leven in dienst van de Nederlandse justitie, het laatst als procureur-generaal. Hij kwam nadrukkelijk in het nieuws bij zijn afscheid in 1995, door de daaraan verbonden gouden handdruk.
Van Randwijck begon in 1964 als rechter in opleiding in Dordrecht. Hij werd daar secretaris van het arrondissementsparket en in 1967 secretaris van de rechtbank in Rotterdam. In 1970 werd hij officier van justitie aan het arrondissementsparket in Rotterdam.
Vanaf 1974 vervulde Van Randwijck functies bij het ministerie van Justitie: bij de hoofdafdeling Staats- en Strafrecht en de Directie gevangeniswezen. In 1975 werd hij auditeur-militair bij de krijgsraad in Arnhem en daarna advocaat-generaal in Den Haag. Vanaf 1991 was hij hoofdofficier van justitie in Den Haag en vanaf 1990 hoofdofficier in Rotterdam.
In 1991 werd Van Randwijck procureur-generaal in Amsterdam en kreeg als het hoofd van het openbaar ministerie aldaar te maken met de IRT-affaire. De commissie-Wierenga oordeelde in 1993 afkeurend over het doorlaten van drugs door de Amsterdamse politie en justitie. Daarop volgde de parlementaire enquête opsporingsmethoden in 1995, waardoor Van Randwijcks positie onhoudbaar werd.
Minister van justitie Winnie Sorgdrager zag zich genoodzaakt aan Van Randwijck een gouden handdruk van een half miljoen gulden toe te kennen en daarbij wachtgeld tot aan zijn pensioen. De politiek vond dit onbegrijpelijk en een discussie over de riante afvloeiingsregelingen kwam op gang.